# Lévai Sándor (lapszerkesztő)
Lévai Sándor, Lévai Soma Sándor, 1902-ig Lerner (Jászberény, 1877. április 4. – 1944. december 15.) magyar lapszerkesztő, MÁV-irodakezelő, törvényhatósági bizottsági tag.

## Élete
Lerner Jakab és Reiner Borbála fia, testvérei Lévai Miklós és Lévai Oszkár voltak. A MÁV központi irodakezelője volt. 1905. december 21-én Budapesten, a II. kerületben házasságot kötött Fischer Friderikával, Fischer Ármin és Neubauer Regina leányával. 1925-ben perbe fogták "magyar állam és a nemzet megbecsülése elleni vétség", 1933-ban "állam és társadalmi rend felforgatása" címén. 1909. február 7-től a Vasút c. lap felelős szerkesztője, és cikkírója volt. A Pesti járásbíróság 1950. május 6-án kelt Pk. I. 121048/1950-5. számú végzésével 1944. december 15-ei dátummal holttá nyilvánította.